# Шарлотта Кречман
Шарлотта Кречман (нім. Charlotte Kretschmann; нар. 3 грудня 1909 – 27 серпня 2024) — німецька довгожителька, вік якої підтверджено Групою геронтологічних досліджень (GRG) та Групою LongeviQuest (LQ). На момент смерті була найстарішою живою людиною в Німеччині та найстарішою коли небудь людиною в Німеччині. Також була 6-ю найстарішою живою людиною у світі та 2-ю найстарішою живою людиною в Європі, після Етель Катерхем і першою людиною, яка досягла 114-річчя в Німеччині. Вона була 93-ю найстарішою підтвердженою людиною у світовій історії. Її вік становив 114 років, 268 днів.

## Біографія
Шарлотта Кречман народилася 3 грудня 1909 року в Бреславі, Сілезія, Німеччина. Її дідусь та бабуся жили на фермі в Померанії.
В юності активно займалася легкою атлетикою. Пізніше одружилася, у пари була одна донька.
Коли її чоловік пішов на війну, вона спочатку залишилася в Бреславі, а під кінець війни втекла через Бремен до Штутгарта, де через німецький Червоний Хрест знайшла свого чоловіка, який пережив війну.
У віці 109 років її дочка була ще жива, на той час у неї було двоє внуків: Домінік та Пітер.
У березні 2021 року у віці 111 років вона проголосувала на виборах Баден-Вюртемберг.
19 червня 2023 року GRG оголосила, що вік Шарлотти Кречман очікує на перевірку. 23 серпня 2023 року її вік підтвердили.
Шарлотта Кречман мала власний обліковий запис в Instagram, що зробило її найстаршою німкенею (а можливо і просто людиною у світі) в Instagram.
Останні роки проживала в Кірхгайм-унтер-Тек, Баден-Вюртемберг, Німеччина, де й померла 27 серпня 2024 року у віці 114 років и 268 днів.

## Рекорди довгожителя
- 8 серпня 2023 року вона перевершила вік Жозефіни Оллман, ставши найстарішою людиною, яка коли небудь народилася та проживала в Німеччині.
- 2 грудня 2023 року Шарлотта Кречман стала 1-ю в Німеччині та 196-ю підтвердженою людиною у світі, хто відсвяткував 114-річчя.
- 1 лютого 2024 року після смерті Перли Берги, Шарлотта Кречман стала 10-ю найстарішою живою людиною у світі, чий вік був підтверджений.
- 22 лютого 2024 року після смерті Едді Чекареллі, Шарлотта Кречман стала 9-ю найстарішою живою людиною у світі, чий вік був підтверджений.
- 2 квітня 2024 року після смерті Хуана Вісенте Переса Мори, Шарлотта Кречман стала 8-ю найстарішою живою людиною у світі, чий вік був підтверджений.
- 9 липня 2024 року після смерті Маси Мацумото, Шарлотта Кречман стала 7-ю найстарішою живою людиною у світі, чий вік був підтверджений.
- 26 липня 2024 року Шарлотта Кречман увійшла до 100 найстаріших підтверджених людей у світі.
- 19 серпня 2024 року, після смерті Марії Браньяс Морери Шарлотта Кречман стала 6-ю найстарішою живою людиною у світі та 2-ю найстарішою живою людиною в Європі.